# Radiatori
Les radiatori sont de petites pâtes larges qui ressemblent à des radiateurs. Malgré la légende voulant qu'elles aient été créées dans les années 1960 par un designer industriel, leur invention se situe plutôt entre la Première et la Seconde Guerre mondiale. On les utilise dans les mêmes recettes que les rotelle ou les fusilli car leur forme convient bien aux sauces épaisses. Elles sont également accommodées en gratin, en salade et en soupe. Elles sont parfois appelées pâtes pagode.
Les radiatori ressemblent un peu aux rotini mais sont plus courtes et plus épaisses avec une bordure dentelée entourant la pâte. Elles sont inspirées d'un ancien appareil de chauffage industriel à tuyau droit avec des ailettes concentriques et parallèles. Leur forme est idéale pour absorber la sauce.